# 爆炎轉校生
《爆炎轉校生》（炎の転校生）是日本漫畫家島本和彥的首部獨立長篇作品，1983年到1985年間連載於週刊少年Sunday共118話，且發行了十二集單行本。1991年由GAINAX改編發售OVA版。

## 大綱
主角瀧澤昇由於父親的工作而經常轉學，並因為其父親在秘密教學委員會的職務而被捲入了秘密教學委員會和地下教學委員會的衝突中。為了幫在一次的任務中受到地下教學委員會的幹部傷害的父親報仇，他毅然決然的加入秘教委成為代號爆炎轉學生的秘密特務以對抗地下教學委員會為目標奮鬥。

## 人物介紹
瀧澤昇
配音：關俊彥
本書主角，擁有驚人的運動能力的少年，經常因為各種原因而轉學。正義感強烈的他繼承因為執行任務而受傷的父親成為秘密教學委員會的成員，並因此獲得爆炎轉校生的代號。
本作中的轉學經歷為鳥羽砂高校1年11班→熊ケ尾學園1年4班→弱肉學園1年1班→燈学園1年級→弱肉学園1年1班→赦悪高校1年級→弱肉学園1年1班→ジャッカル1年B班→（外國的各間高中）→弱肉學園3年。
會使用瀧澤踢，國電拳等必殺絕招，隨著成長還變成2~100號的瀧澤昇。
高村友花里
配音：日高範子
本作女主角，原本是鳥羽砂高校1年11班的學生，為了和瀧澤昇在一起而跟著他一起轉學，在背後守望著瀧澤。
本作中的轉學經歷為鳥羽砂高校1年11班→弱肉学園1年4班→燈学園1年→弱肉学園1年4班
伊吹三郎
配音：玄田哲章
和瀧澤昇亦敵亦友的好對手，喜歡高村友花里，為了不讓高村被瀧澤昇搶走也跟著轉學。運動細胞發達，擅長使用武器。自小和父親與兩個兄弟分離，與母親相依為命，並以為自己是遭到父親拋棄，但最後終於和父親伊吹一級棒誤會冰釋，家人團聚。最後和瀧澤昇一起到國外掃蕩地下教學委員會的餘黨。
轉學經歷為鳥羽砂高校1年8班→弱肉学園1年2班→赦悪高校1年級→弱肉学園1年2班→（外国的各高中）

### 射津幌市立鳥羽砂高中
金澤
鳥羽沙的學生值星官，瀧澤在入學時遇上的第一個敵手，但很快就被打倒了。
性良
鳥羽沙的體育教師，也是田徑社顧問，原本想讓拉瀧澤入社，但因瀧澤轉學而失敗。
絹川孝廣
三天三夜不眠不休的擔任瀧澤和伊吹的延長排球比賽的裁判。

### 秘密教育委員會
瀧澤昇一
瀧澤昇的父親，秘密教育委員會的重要成員，人稱「北之疾風」，化名為技北知巳良以潛入各校進行調查以及對不良的教學作風進行肅清。在重傷的治療中康復後曾化身『X假面』幫助瀧澤昇。
多海本安壽男
秘密教育委員會的委員長。
五十嵐光
代號「誘惑之虹」的秘教委成員，善於使用美人計玩弄敵人，最後和伊吹園次郎結為連理。
荒島圭一
代號「風前之燈」，荒島是作為秘密教育委員會成員而使用的假名，本姓中村。善於從他人口中套出機密，被伊吹園次郎以必殺暗黑流星擊給打倒。
鄉路真
代號「十勝之石」，擁有鋼鐵般的肉體的男子，個性溫和平易近人。雖然能夠承受必殺暗黑流星擊的攻擊，但卻因為掉落的地方是雪地因此被凍傷，但也因此發現暗黑流星擊的秘密。
瓜田智
代號「水中泡影」，擅長催眠技術，也敗在暗黑流星擊之下。

### 私立弱肉學園高中
城之内考一
配音:速水獎
1年1班的學生。為了從瀧澤身邊奪走高村友花里而和他挑戰拳擊，最後在瀧澤與弱肉的校長因弱肉的政策引發爭執時，站在瀧澤這邊，並加入比賽中。但是因為他在這之前受傷進醫院而沒有幫上忙，最後為了改變自己好女色的陋習剃光頭立誓。
高野千明
2年級生。正義不滅流空手道社社長。也擔任生活委員長、是空手道愛好者。在瀧澤轉入弱肉時因為瀧澤遲到產生衝突，卻因為被瀧澤指出缺少必殺技而失去自信心而輸掉比賽。在瀧澤和校長為了弱肉的政策展開五對五決鬥時，加入瀧澤隊，並且打倒空手道賽的敵方。
校長
本名不詳，在弱肉推行所有爭執都能以運動競賽來解決的政策，擅長合氣道。在瀧澤就弱肉的政策和他起衝突後，提議以隊伍競賽的方式來解決。

## OVA版

### 製作參與者
- 監督・作画監督 - 西島克彥
- 脚本 - 岡田斗司夫
- 人物設定 - 森山雄治
- 演出 - 渡辺すみお
- 美術 - 長尾仁、長江剛
- 色彩設定 - 飯塚智久
- 攝影監督 - 佐野禎史
- 音樂 - 田中公平
- 音響監督 - 岩浪美和
- 製片 - 村浜章司、飯塚智久
- 制作 - GAINAX
- 制作協力 - Studio Fantasia
- 製作 - 波麗佳音

### 主題曲
片頭曲
- 作詞、作曲：島本和彥
- 編曲：田中公平
- 歌：關俊彥

片尾曲
- 作詞：NONKO
- 作曲、編曲：田中公平
- 歌：日高範子

## 附註
島本和彥曾經以和他自己筆下漫畫家人物炎尾燃（漫畫狂戰記系列的主角）的合作名義創作一篇爆炎轉校生的同人誌《嵐之轉校生》，只是主角名字改為柿澤昇。

## 電視劇
2017年11月10日於Netflix播出的電視劇《爆炎轉校生 REBORN》。

### 登場角色
- 重岡大毅（Johnny's WEST）
- 桐山照史（Johnny's WEST）
- 中間淳太（Johnny's WEST）
- 神山智洋（Johnny's WEST）
- 藤井流星（Johnny's WEST）
- 濵田崇裕（Johnny's WEST）
- 小瀧望（Johnny's WEST）

### 製作團隊
- 原作 - 島本和彥《爆炎轉校生》（小学館）
- 劇本 - 川邊優子等
- 監督 - 李闘士男
- 音樂 - 佐橋俊彦

## 註解
1. ↑  Honoo no Tenkousei (OAV) （页面存档备份，存于），動畫新聞網對OVA版的介紹。（英文）
2. ↑  嵐の転校生[永久]，島本和彥的同人誌通販網